# Decazesia
Decazesia é um género botânico pertencente à família Asteraceae.